# Установка фракціонування Бонні-В’ю
Установка фракціонування Бонні-В'ю — підприємство нафтогазової промисловості на півдні Техасу, котре здійснює розділення зріджених вуглеводневих газів (ЗВГ).
Установку ввела в експлуатацію у 2013 році компанія Southcross Energy Partners, що мала в регіоні три газопереробні заводи — розташований поруч Вудсборо, віддалений на півтора десятки миль ГПЗ Грегорі та ГПЗ Lone Star. Усі вони могли подавати на майданчик фракціонатора суміш ЗВГ («Y-grade»), при цьому від Lone Star прямував турбопровід завдовжки 49 миль з діаметром 300 мм.
Установка виділяє із суміші не лише традиційні для фракціонаторів етан, пропан, бутан та ізобутан, але також пентан, ізопентан та фракцію С6+. Етан постачається компанії Dow Chemical по належній останній етанопроводу, тоді як більш важкі вуглеводні можуть транспортуватись як трубопровідним, так і іншим транспортом.